# Crassispira appressa
Crassispira appressa é uma espécie de gastrópode do gênero Crassispira, pertencente à família Pseudomelatomidae.